# 蒲飛路
蒲飛路（英語：Pokfield Road）是香港的一條道路，位於香港島西部的堅尼地城。蒲飛路的東北端連接薄扶林道，鄰近香港大學的一段，而另一端則連接堅尼地城的士美菲路。道路大部分為斜路，並從薄扶林道一端向士美菲路一端下降。這條道路是香港島上少數以「路」作為後綴的道路之一，而蒲飛路的「Pokfield」有指是從薄扶林道（Pok Fu Lam Road）與士美菲路（Smithfield）的英文名稱拼合而成，但中文名的“蒲”和薄扶林道的“薄”不是一樣的漢字。
蒲飛路與薄扶林道的交界，設有一個蒲飛路巴士總站，為香港少數直接以道路名稱命名的巴士總站。巴士總站前稱「大學堂」，所指的是香港大學。
蒲飛路鄰近東南端，有住宅建築物學士臺，這裡也是小巴中途站的名字，是最多乘客上車及下車的一個站點，其次是翰林軒。蒲飛路沿途北望，居高臨下是堅尼地城游泳池及維多利亞港風景。

## 沿途建築物

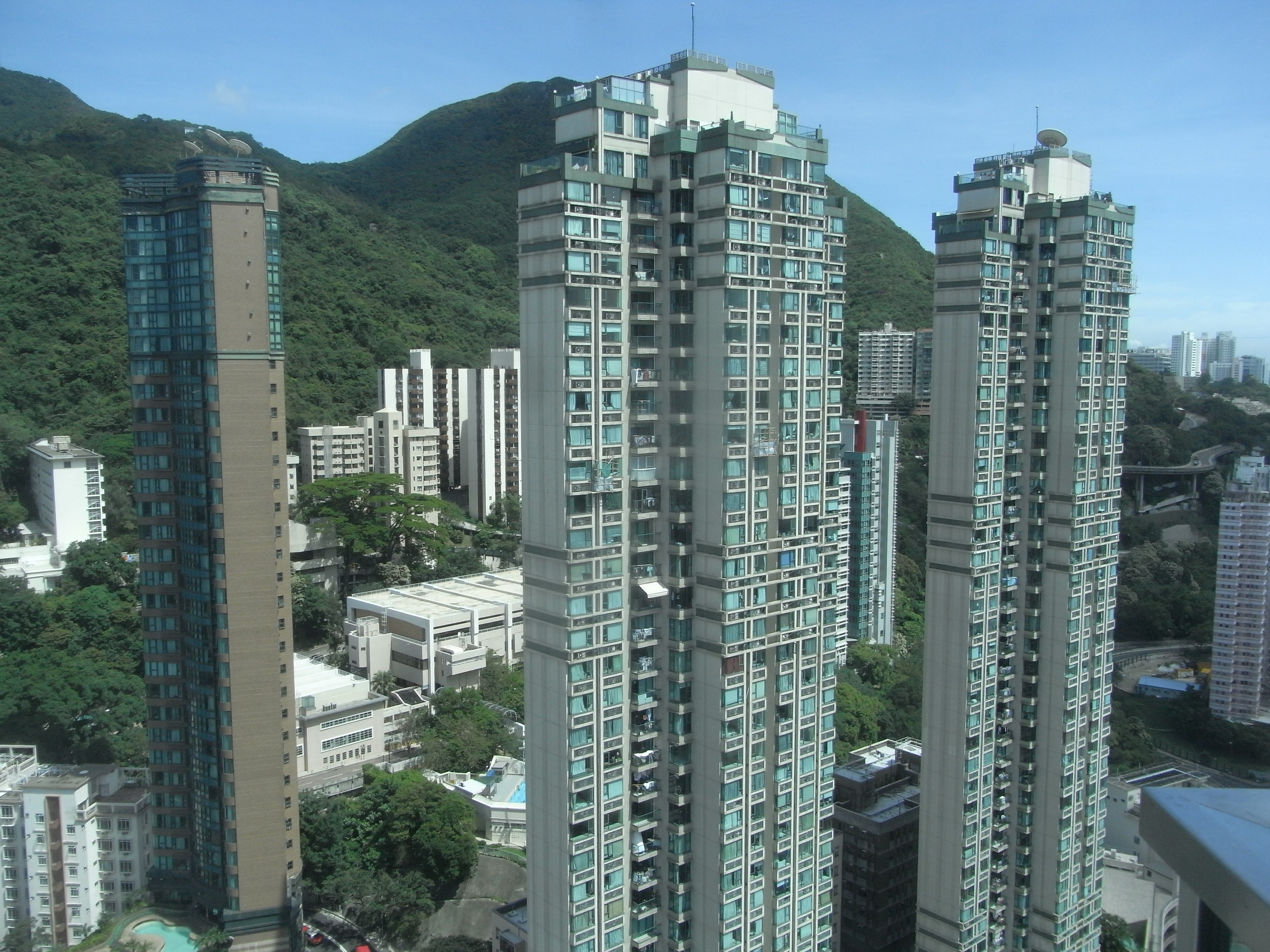
翰林軒
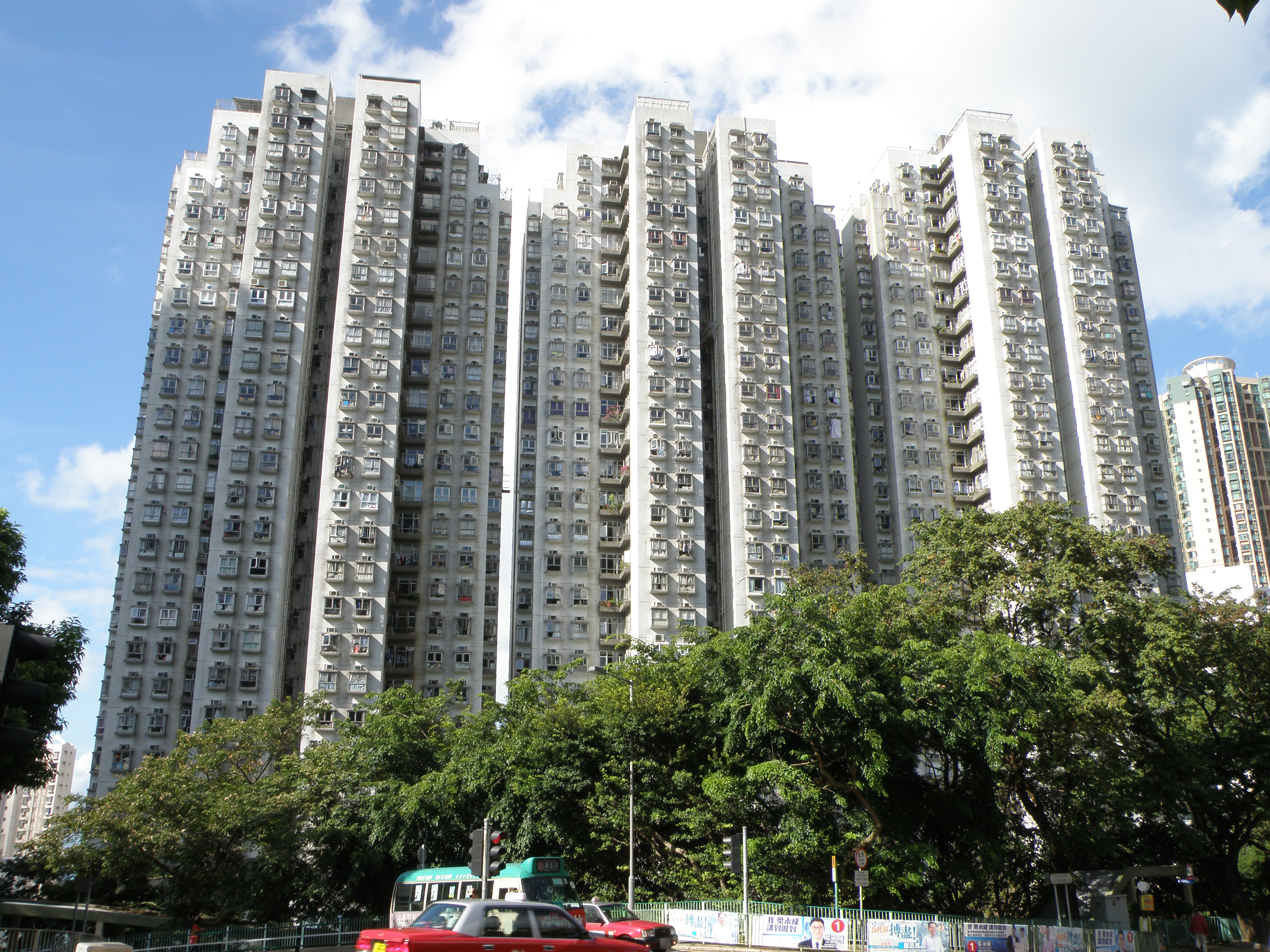
學士臺
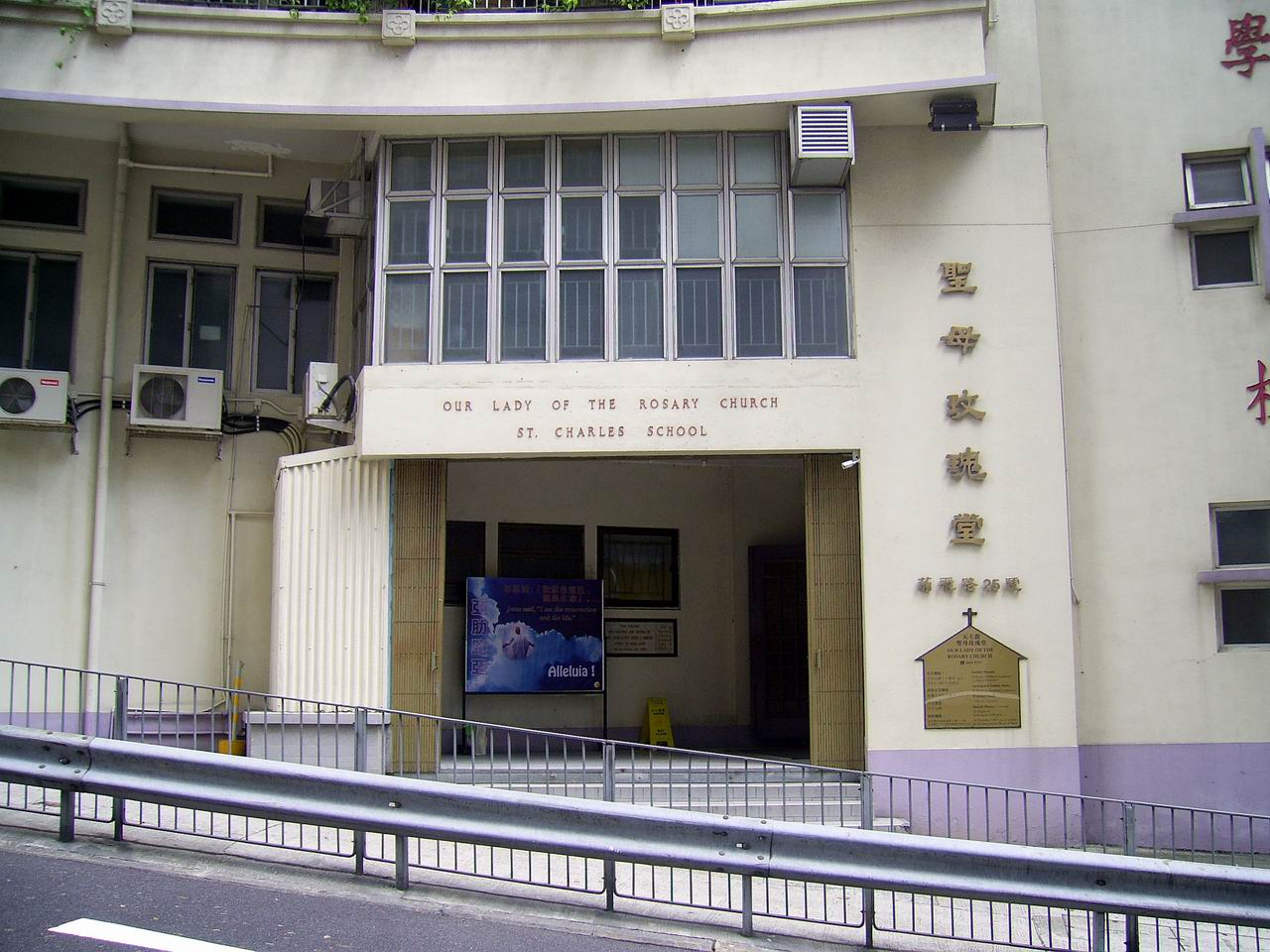
聖母玫瑰堂
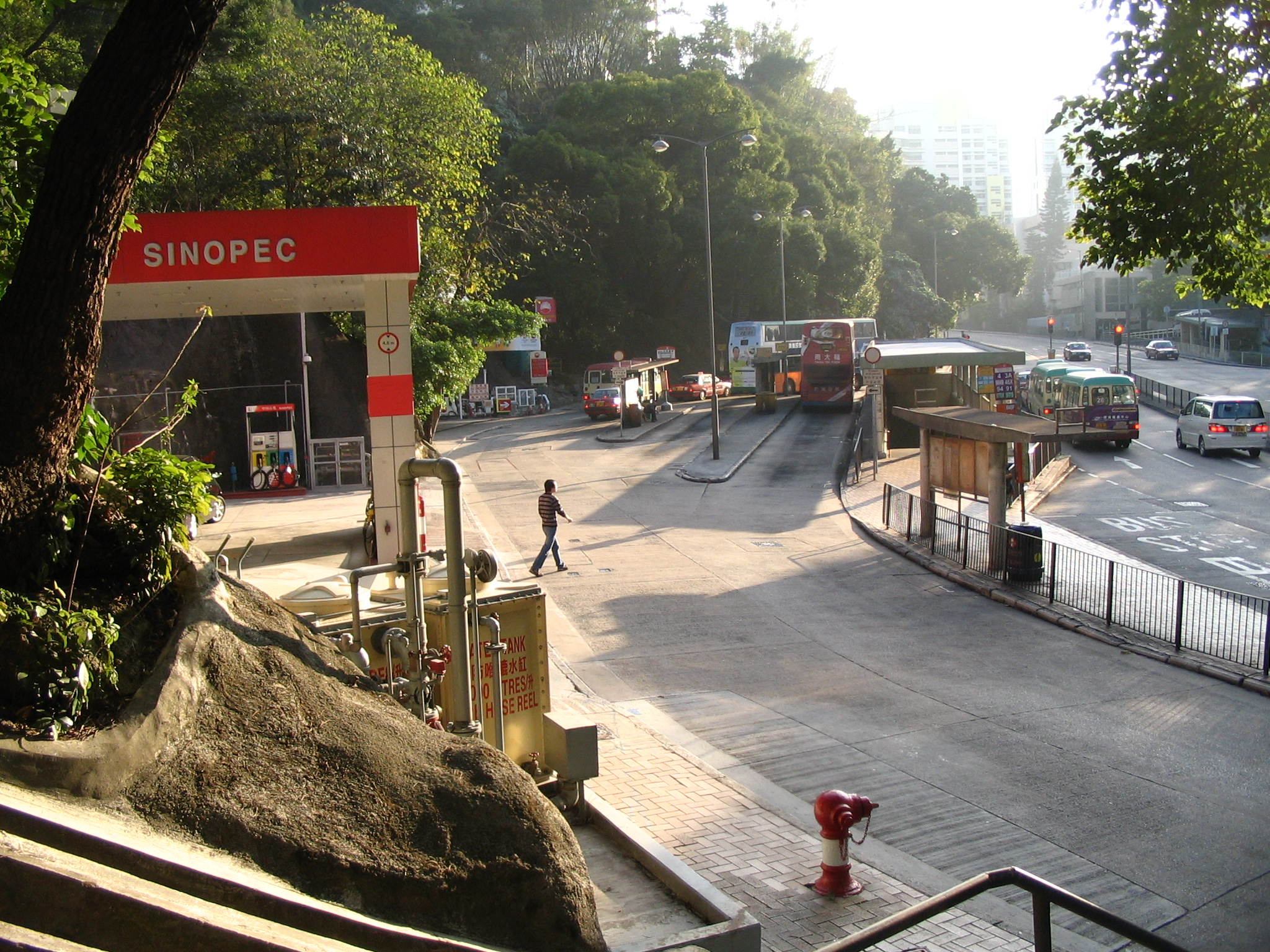
蒲飛路巴士總站